# Zaciszsza (sielsowiet Bujniczy)
Zaciszsza (biał. Зацішша; ros. Затишье, pol. hist. Zacisze) – wieś na Białorusi, w obwodzie mohylewskim, w rejonie mohylewskim, w sielsowiecie Bujniczy.
Do 1917 położona była w Rosji, w guberni mohylewskiej, w powiecie mohylewskim. Następnie w granicach Związku Sowieckiego. Od 1991 w niepodległej Białorusi.